# Eston, Kanada
Eston är en ort i Kanada.   Den ligger i provinsen Saskatchewan, i den centrala delen av landet, 2 500 km väster om huvudstaden Ottawa. Eston ligger 683 meter över havet och antalet invånare är 979.
Terrängen runt Eston är mycket platt. Runt Eston är det ganska glesbefolkat, med 24 invånare per kvadratkilometer.. Det finns inga andra samhällen i närheten.
Trakten runt Eston består till största delen av jordbruksmark.